# Le Fils de Locuste
Le Fils de Locuste est un film muet français réalisé par Louis Feuillade et sorti en 1911.

## Fiche technique
- Réalisation et scénario : Louis Feuillade
- Société de production : Société des Établissements L. Gaumont
- Pays : France
- Format : Muet - Noir et blanc - 1,33:1 - 35 mm
- Métrage : 300 m
- Genre : Drame
- Durée : 15 minutes
- Date de sortie : 
  -  France - 10 mars 1911

## Distribution
- Yvette Andréyor
- Renée Carl
- Luitz-Morat
- Georges Wague